# Москва 24
Москва 24 е информационно-образователен телевизионен канал със седалище в Москва, Русия. Основан е от ОДТРК на 5 септември 2011 година, по инициатива на кмета на Москва – Сергей Собянин.

## Ръководство
- Игор Шестаков – генерален директор
- Евгений Мартинов – ръководител по съобщенията
- Андрей Игнатов – главен режисьор